# Marc Wilson
Marc Wilson, né le 17 août 1987 à Aghagallon (Irlande du Nord), est un footballeur international irlandais qui évolue au poste de défenseur avec le club islandais d'ÍBV.

## Parcours en club

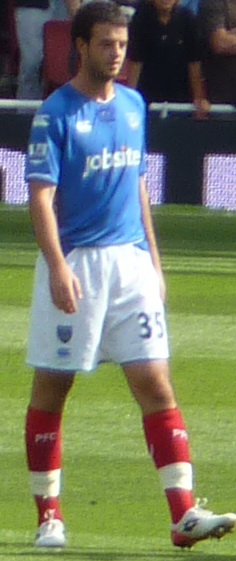
Marc Wilson.

Au début de sa carrière, Marc Wilson joue en équipe de jeunes pour Manchester United avant de rejoindre Portsmouth en 2004. Pendant ses premières années dans ce club, il joue régulièrement pour l'équipe réserve, mais il est aussi prêté à d'autres clubs pour s'aguerrir, à chaque fois en troisième division anglaise. En mars 2006, il est prêté jusqu'à la fin de la saison à Yeovil Town. Lors de la seconde partie de la saison 2006-2007, Wilson s'impose durant son prêt à Bournemouth. En novembre 2007, il effectue une courte pige à Luton Town jusqu'en janvier 2008. Cette brève durée est due à un refus de la Fédération anglaise de football de prolonger sa période de prêt à cause de problèmes administratifs.
Le 15 août 2016, il rejoint AFC Bournemouth. Le 31 janvier 2017, il est prêté à West Bromwich Albion.
Le 31 août 2017, il signe un contrat d'un an avec le Sunderland AFC.
Le 24 juillet 2018, Wilson s'engage pour une saison avec les Bolton Wanderers.

## En sélection
Né en Irlande du Nord, Wilson joue dans ses équipes de jeunes entre ses 15 et 17 ans, avant de choisir de rejoindre l'Irlande, dont il défend les couleurs en moins de 18 et 19 ans, puis en catégorie espoirs. Il est appelé pour la première fois en équipe de république d'Irlande pour le match contre le Brésil en mars 2010, mais n'entre pas en jeu.

## Statistiques
| Saison                | Club                           | Championnat           | Championnat | Championnat | Coupe nationale | Coupe nationale | Coupe de la Ligue | Coupe de la Ligue | Compétition(s) continentale(s) | Compétition(s) continentale(s) | Compétition(s) continentale(s) | Total | Total |
| Saison                | Club                           | Division              | M.          | B.          | M.              | B.              | M.                | B.                | Comp.                          | M.                             | B.                             | M.    | B.    |
| 2005-2006             | Yeovil Town FC (prêt)          | League One            | 2           | 0           | -               | -               | -                 | -                 | -                              | -                              | -                              | 2     | 0     |
| 2006-2007             | AFC Bournemouth (prêt)         | League One            | 19          | 3           | -               | -               | -                 | -                 | -                              | -                              | -                              | 19    | 3     |
| 2007-2008             | AFC Bournemouth (prêt)         | League One            | 7           | 0           | -               | -               | -                 | -                 | -                              | -                              | -                              | 7     | 0     |
| 2007-2008             | Luton Town FC (prêt)           | League One            | 4           | 0           | -               | -               | -                 | -                 | -                              | -                              | -                              | 4     | 0     |
| 2008-2009             | Portsmouth FC                  | Premier League        | 3           | 0           | 2               | 0               | 1                 | 0                 | C3                             | 1                              | 0                              | 7     | 0     |
| 2009-2010             | Portsmouth FC                  | Premier League        | 28          | 0           | 6               | 0               | 2                 | 0                 | -                              | -                              | -                              | 36    | 0     |
| 2010-2011             | Portsmouth FC                  | Championship          | 4           | 0           | -               | -               | 2                 | 0                 | -                              | -                              | -                              | 6     | 0     |
| 2010-2011             | Stoke City FC                  | Premier League        | 28          | 1           | 7               | 0               | -                 | -                 | -                              | -                              | -                              | 35    | 1     |
| 2011-2012             | Stoke City FC                  | Premier League        | 35          | 0           | 2               | 0               | 2                 | 0                 | C3                             | 6                              | 0                              | 45    | 0     |
| 2012-2013             | Stoke City FC                  | Premier League        | 19          | 0           | -               | -               | 1                 | 0                 | -                              | -                              | -                              | 20    | 0     |
| 2013-2014             | Stoke City FC                  | Premier League        | 33          | 0           | 2               | 0               | 3                 | 0                 | -                              | -                              | -                              | 38    | 0     |
| 2014-2015             | Stoke City FC                  | Premier League        | 27          | 0           | 2               | 0               | 1                 | 0                 | -                              | -                              | -                              | 30    | 0     |
| 2015-2016             | Stoke City FC                  | Premier League        | 4           | 0           | 2               | 0               | 4                 | 0                 | -                              | -                              | -                              | 10    | 0     |
| 2016-2017             | AFC Bournemouth                | Premier League        | -           | -           | 1               | 0               | 2                 | 1                 | -                              | -                              | -                              | 3     | 1     |
| 2016-2017             | West Bromwich Albion FC (prêt) | Premier League        | 4           | 0           | -               | -               | -                 | -                 | -                              | -                              | -                              | 4     | 0     |
| 2017-2018             | Sunderland AFC                 | Championship          | 21          | 0           | 1               | 0               | -                 | -                 | -                              | -                              | -                              | 22    | 0     |
| 2018-2019             | Bolton Wanderers FC            | Championship          | 16          | 0           | -               | -               | 1                 | 0                 | -                              | -                              | -                              | 17    | 0     |
| Total sur la carrière | Total sur la carrière          | Total sur la carrière | 254         | 4           | 25              | 0               | 19                | 1                 | -                              | 7                              | 0                              | 305   | 5     |